# تود رودس
تود رودس (بالإنجليزية: Todd Rhodes)‏ هو عازف جاز وكاتب أغاني وعازف بيانو أمريكي، ولد في 31 أغسطس 1900 في هوبكينزفيل في الولايات المتحدة، وتوفي في 4 يونيو 1965 في فلينت في الولايات المتحدة.

## وصلات خارجية
- تود رودس على موقع ميوزك برينز (الإنجليزية)
- تود رودس على موقع أول ميوزيك (الإنجليزية)
- تود رودس على موقع ديسكوغز (الإنجليزية)